# 斑馬南乳魚
斑馬南乳魚，為輻鰭魚綱南乳魚目南乳魚科的其中一種，分布於南非開普敦的淡水、半鹹水水域，體長可達7.5公分，棲息在沿海、溪流、湖泊，屬肉食性，以小型無脊椎動物為食，繁殖期在春季至夏季，生活習性不明，可作為觀賞魚。

## 擴展閱讀
維基物種上的相關：斑馬南乳魚